# Crash and Burn (låt med Magnus Bäcklund)
"Crash and Burn" är en låt av Niklas Jarl, David Stenmarck och Brian McFadden som framfördes av Magnus Bäcklund på albumet Never Say Never 2006.
Låten spelades även in av Erik Grönwall och släpptes 2010 som första singel från albumet Somewhere Between a Rock and a Hard Place. Singeln nådde som högst #10 på svenska singellistan.